# Josh Heuston
Josh Heuston, född 18 november 1996 i Sydney, är en australisk skådespelare.
Heuston har bland annat medverkat i TV-serierna Heartbreak High och Dune: Prophecy.

## Filmografi (i urval)
- 2022–2024 – Heartbreak High (TV-serie)
- 2024 – Dune: Prophecy (TV-serie)
- 2025 – Dangerous Animals